# Turma da Mônica Jovem: Em Cores
Turma da Mônica Jovem: Em Cores é uma série de revistas que conta a história do dia-a-dia da Turma da Mônica Jovem, só que em cores. Essa série é lançada apenas no mês de novembro.

## Sobre as edições
A revista da Turma Jovem em cores foi lançada anualmente — A cada ano, um personagem diferente — com o preço de R$10,90. Talvez com o novo preço das revistas em preto e branco o preço das próximas em cores aumente para, provavelmente R$11,90. A primeira revista foi lançada em Novembro de 2009, tendo todos os personagens como protagonistas e a última foi lançada em Novembro de 2013. As 5 edições em cores foram relançadas em 2017 em edições de luxo com conteúdo extra, a edição Mônica-Lembranças como primeira edição custando R$39,90 e começando a formar um mosaico com a imagem da capa da TMJ 10-Conta Comigo!,a próxima edição será Cebola-O Grande Prêmio em lançamento trimestral.

## Preços
Em 2009, 2010, 2011, as edições especiais custavam R$ 9,90.
Em 2012 e 2013 aumentaram para R$ 10,90.

## Edições

### Turma da Mônica Jovem em: O Segredo do Acampamento
O Segredo do Acampamento é a primeira edição da Turma da Mônica Jovem em cores. É a primeira revista de uma série da Turma da Mônica Jovem, criada pelo desenhista Maurício de Sousa. A série da Turma da Mônica Jovem Em Cores.
Mônica e seus amigos vão a um acampamento de férias escolares. Quando Cebola vê a monitora, Iara  sente uma forte atração por ela, o que deixa Mônica morrendo de ciúmes. E alguma coisa estranha acontece quando Quim some sem deixar rastros, quando vai pescar perto do riacho, para agradar Magali. Equipes de buscas e ajudantes procuram por todos os lados. As meninas precisam se unir quando de repente, todos os garotos começam a ser hipnotizados. Indo parar no fundo rio. Quem estaria fazendo isto, e por que razão?

### Cebola Jovem em: O Grande Prêmio
Foi uma edição comemorativa, pelos 50 anos do Cebolinha. Cebola e seus amigos estão apostando uma corrida em um jogo eletrônico, espécie de arcade. Cebola ganha a corrida trapaceando a senha secreta de Xaveco. Mas Cebola é teletransportado para outro lugar, sabendo que Lorde Coelhão enviou máquinas de simulação para escolher um representante de cada planeta para O Grande Prêmio Velocidade da Luz. Cebola terá que ganhar pois a destino da Terra está nas mãos dele.

### Magali Jovem em: Coração e Garra
Magali é a estrela desta edição emocionante! Magali e seus amigos são sequestrados por um grupo de gatos de rua. Magali é a única que se preocupa com o conforto e o bem-estar dos gatos, que querem dominar o mundo. Ela precisará passar por diversos desafios para poder salvar os seus amigos e o seu namorado Quim dos gatos, para provar que os dois povos são iguais.

### Cascão Jovem em: o Monstro do mar
Cascão se vê obrigado a cuidar de uma criatura extinta, e enfrenta seu maior medo: a água! Assim, detonando uma série de confusões com toda galera. 

### Mônica Jovem em: Lembranças
Toda a galera do Limoeiro foi capturada por vilões espaciais. Para piorar a situação, eles querem apagar todas as memórias da Mônica! Quem será que está por trás desse plano cruel? História em estilo mangá, totalmente colorida.